# Capasa bifurcata
Capasa bifurcata är en fjärilsart som beskrevs av W. Warren 1904. Capasa bifurcata ingår i släktet Capasa och familjen mätare. Inga underarter finns listade i Catalogue of Life.